# Kinmundy (Illinois)
Kinmundy – miasto w Stanach Zjednoczonych, w stanie Illinois, w hrabstwie Marion.